# Trichophassus giganteus
Trichophassus giganteus är en fjärilsart som beskrevs av Herrich-Schäffer 1853. Trichophassus giganteus ingår i släktet Trichophassus och familjen rotfjärilar. Inga underarter finns listade i Catalogue of Life.